# 保绍布
保绍布，是匈牙利索博尔奇-索特马尔-贝拉格州所辖的一个村。总面积12.96平方公里，总人口1320，人口密度101.9人/平方公里（2011年1月1日）。